# Миньяр-Белоручев, Рюрик Константинович
Рю́рик Константи́нович Минья́р-Белору́чев (1922, Тбилиси — 2000, Москва) — советский и российский переводчик и преподаватель, внёсший значительный вклад в теорию и практику перевода, основоположник современной школы перевода и преподавания перевода Военного института иностранных языков (ВИИЯ; сегодня — факультет иностранных языков в Военном университете Министерства обороны), переводил Н. С. Хрущёва, Шарля де Голля, Фиделя Кастро. Доктор педагогических наук, профессор.

## Биография
Родился в г. Тбилиси, его отец — К. А. Миньяр-Белоручев, известный виолончелист, профессор тбилисской консерватории.
Р. К. Миньяр-Белоручев окончил Военную школу летчиков и летнабов морской и сухопутной авиации (позднее переименован в Ейское высшее военное авиационное училище; сейчас — Ейский высший военный авиационный институт), в годы Великой Отечественной войны — летчик-штурмовик морской авиации Черноморского флота. После окончания войны поступил в Военный институт иностранных языков, после окончания ВИИЯ активно занимался переводческой и преподавательской деятельностью. В 1956 году защитил кандидатскую диссертацию «Методика обучения переводу на слух в курсе военного перевода: На материале французского языка».
Доктор педагогических наук (1970, диссертация «Методика обучения последовательному переводу»), профессор. Работал переводчиком с французского языка с первыми лицами Советского Союза и зарубежных государств. Заведовал кафедрами в ВИИЯ и МГИМО. Автор многочисленных научных работ по теории перевода и методике преподавания перевода и иностранных языков.
Похоронен на Хованском кладбище вместе с женой, Полиной Михайловной Миньяр (1925—1995) и сыном Валерием (1946—1999).

## Основные работы
- Методика обучения переводу на слух. — М.: Изд-во ВИИЯ, 1959. — 190 с.
- Общая теория перевода и устный перевод. — М.: Воениздат, 1980. — 237 с.
- Французский язык. Учеб. пособие.
- Теория и методы перевода. — М.: Московский Лицей, 1996. — 207 с. — ISBN 5-7611-0023-1
- Учебное пособие по устному переводу. — М., 1969.
- Записи в последовательном переводе: Учеб. пособие для вузов и фак. иностр. яз. — М.: Стелла, 1997. — 173 с.
- Курс устного перевода: французский язык. — М.: Московский Лицей, 1998. — 144 с. — ISBN 5-7611-0111-4 (2-е изд. 1999)
- Как стать переводчиком? — М.: Готика, 1999. — 176 с. — ISBN 5-7834-0035-1
- Методика обучения французскому языку. — М.: Просвещение, 1990. — 223 с.
- Миньяр-Белоручев Р. К., Оберемко О. Г., Сулханишвили И. Н. Мы говорим по-французски: [Учеб. для первого года обучения в сред. шк.] — М.: Моск. лицей, 1998. — 396 с. — ISBN 5-7611-0183-1
- Миньяр-Белоручев Р. К., Остапенко В. П., Ширяев А. Ф. Учебник военного перевода: Фр. яз. Спец. курс / Под ред. Р. К. Миньяр-Белоручева. — М.: Воениздат, 1984, 1985. — 391 с.
- Война и мир в его жизни. — М.: Стелла, 1999. — 110 с.